# لوبومير بوجدانوف
لوبومير بوجدانوف هو لاعب كرة قدم بلغاري في مركز الوسط، ولد في 21 ديسمبر 1982 في بلغاريا. لعب مع FC Minyor Pernik ‏.

## وصلات خارجية
- لوبومير بوجدانوف على موقع قاعدة بيانات كرة القدم.إي يو (الإنجليزية)
- لوبومير بوجدانوف على موقع Soccerway.com (الإنجليزية)